# Yukie Chiri
Yukie Chiri (知里 幸恵 Chiri Yukie?, Noboribetsu, 8 de junio de 1903-Tokio, 18 de septiembre de 1922) fue una transcriptora y traductora japonesa de yukar (epopeyas ainus).

## Vida
Yukie Chiri nació en una familia ainu de Noboribetsu, un municipio de Hokkaidō, la prefectura más septentrional de Japón, en un momento de la historia de Japón en el que un creciente aumento de la inmigración de japoneses (los Wajin o también conocidos como pueblo Yamato, diferentes a los ainu) a Hokkaidō, derivó a una reubicación de los ainu en comunidades separadas y, en muchos casos, en el robo de sus medios de subsistencia. Los japoneses ilegalizaron el sacrificio de los osos por ser cruel, y estigmatizaron otras diferencias culturales. Los ainu fueron vistos como un pueblo subdesarrollado, y la política del gobierno era que se integrasen al estilo de vida japonés. Los propios ainu, en su mayoría, vieron esto como la mejor (y quizá única) manera de sobrevivir en esa época de cambios.  La misma Chiri expresó más asombro que resentimiento. Chiri escribió: "En un abrir y cerrar de ojos, el paisaje natural tal y como había sido desde la antigüedad se ha esfumado: ¿qué ha sido de la gente que alegremente se ganaba la vida en sus campos y montañas? Los pocos parientes que nos quedamos simplemente observamos con los ojos como platos, sorprendidos por el estado del mundo a medida que avanza."
Chiri se fue a vivir con su tía Imekanu a Chikabumi, en las afueras de Asahikawa, cuando tenía seis años, presuntamente para menguar la carga financiera de sus padres. Imekanu vivía con su madre anciana Monashinouku, una experimentada narradora de relatos ainu que hablaba muy poco japonés. Así, Chiri creció en un ambiente totalmente bilingüe japonés-ainu, y con un conocimiento sobre la literatura oral ainu que se estaba volviendo cada vez menos común en aquella época. A pesar de tener que sufrir acoso escolar, Chiri sobresalió en sus estudios, especialmente en artes del lenguaje. Pero Chiri padecía un complejo de inferioridad étnico que afligió a muchos de su generación.

## Trabajo

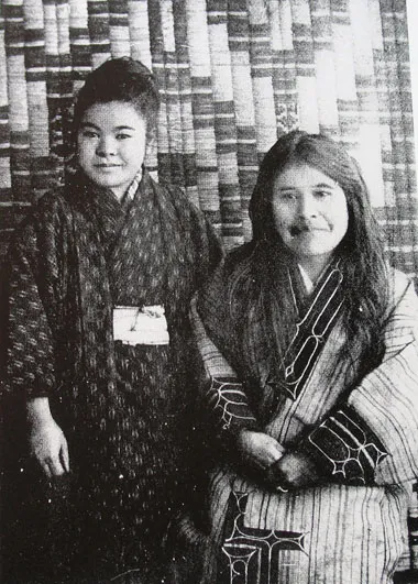
Fotografía de Yukie Chiri. A su izquierda, su tía Imekanu

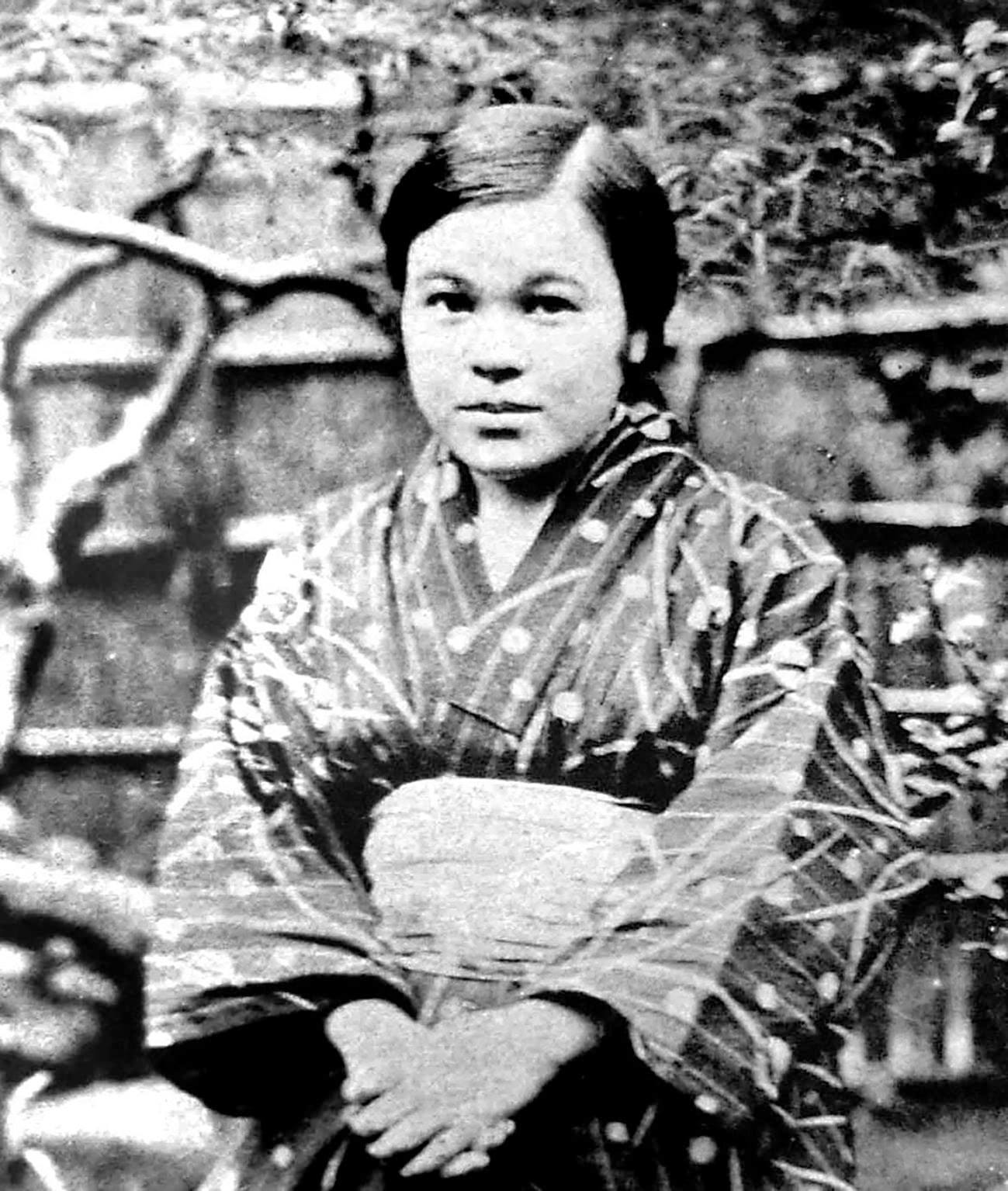
Fotografía de Yukie Chiri

En medio de su adolescencia, Chiri conoció a Kyōsuke Kindaichi, un lingüista japonés erudito del ainu, durante la era Taishō. Kindaichi estaba viajando por Hokkaidō en busca de transmisores ainu de literatura oral, y había ido para buscar a Imekanu y Monashinouku. En cuanto conoció a Chiri, quien todavía vivía con Imekanu, Kindaichi reconoció inmediatamente su potencial y le habló sobre su trabajo. Cuando Kindaichi explicó a Chiri el valor que este veía en preservar el folklore y la cultura ainu, Chiri decidió dedicar el resto de su vida a estudiar, documentar y traducir yukar.
Al final, Kindaichi regresó a Tokio, pero envió a Chiri cuadernos en blanco para que pudiese documentar lo que le viniese a la cabeza sobre la cultura y la lengua ainu. Chiri escogió registrar los relatos que su abuela cantaba, usando el romaji para expresar los sonidos ainu, y después tradujo el yukar transcrito al japonés. Con el tiempo, Kindaichi persuadió a Chiri para que se le uniese en Tokio y le asistiese en su trabajo de recolectar y traducir yukar. Sin embargo, solo unos meses después de que llegase a Tokio y en la misma noche en la que completó su primera antología yukar, Chiri murió de repente debido a un fallo cardíaco con 19 años.

## Legado
La antología de Chiri se publicó al año siguiente bajo el título Ainu Shinyōshū (Una colección de las epopeyas ainu de los dioses). Aunque su mecenas Kindaichi y el editor de la antología Kunio Yanagita debieron haber llevado el manuscrito de la difunta Chiri a imprimir, no pusieron sus nombres en ninguna parte; el prefacio y el índice están escritos totalmente por ella. Su libro contiene tanto traducciones japonesas como, inestimablemente, las originales en ainu, en alfabeto romano. La antología recibió un gran reconocimiento popular en la prensa de la época, creando un nuevo respeto por la cultura ainu entre los japoneses, y sigue siendo la fuente más importante de yukar en la actualidad. 
Más tarde, su hermano menor Mashiho Chiri siguió su educación bajo el respaldo de Kindaichi y se convirtió en un respetado erudito de estudios ainu. Tanto Chiri como su hermano menor fueron financiados en secreto por Keizo Shibusawa, heredero de Shibusawa Eiichi, a través de donaciones anónimas. Imekanu también continuó el trabajo de transcribir y traducir yukar. En el año 2021, Ainu Shinyōshū fue traducido al español bajo el título Cantos de dioses ainu.